# Rüstringen
Rüstringen war im Mittelalter ein friesischer Gau bzw. eine autonome Landesgemeinde, der das heutige Butjadingen, das Stadland, große Teile des heutigen Jadebusens und einige Gebiete des Jeverlandes und der Friesischen Wehde umfasste. Er war eng mit den anderen beiden Gauen im Osten der ostfriesischen Halbinsel, Östringen und Wangerland, verbunden. Aus Teilen dieser drei Gaue bildete sich später die Herrschaft Jever.

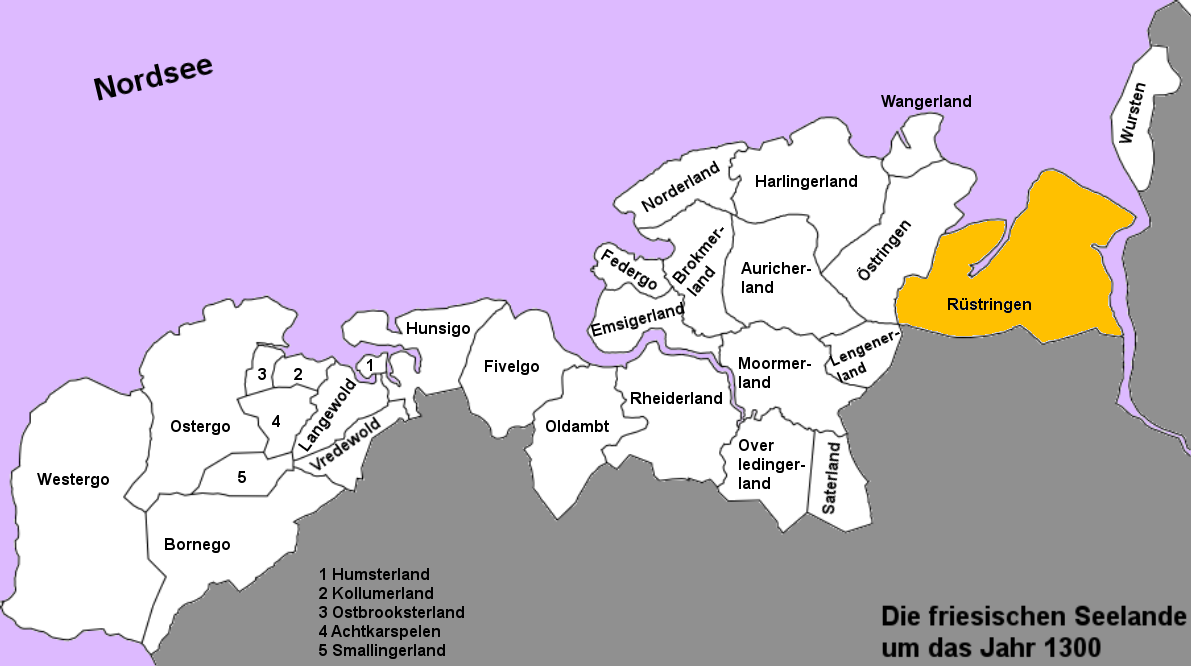
Rüstringen um 1300

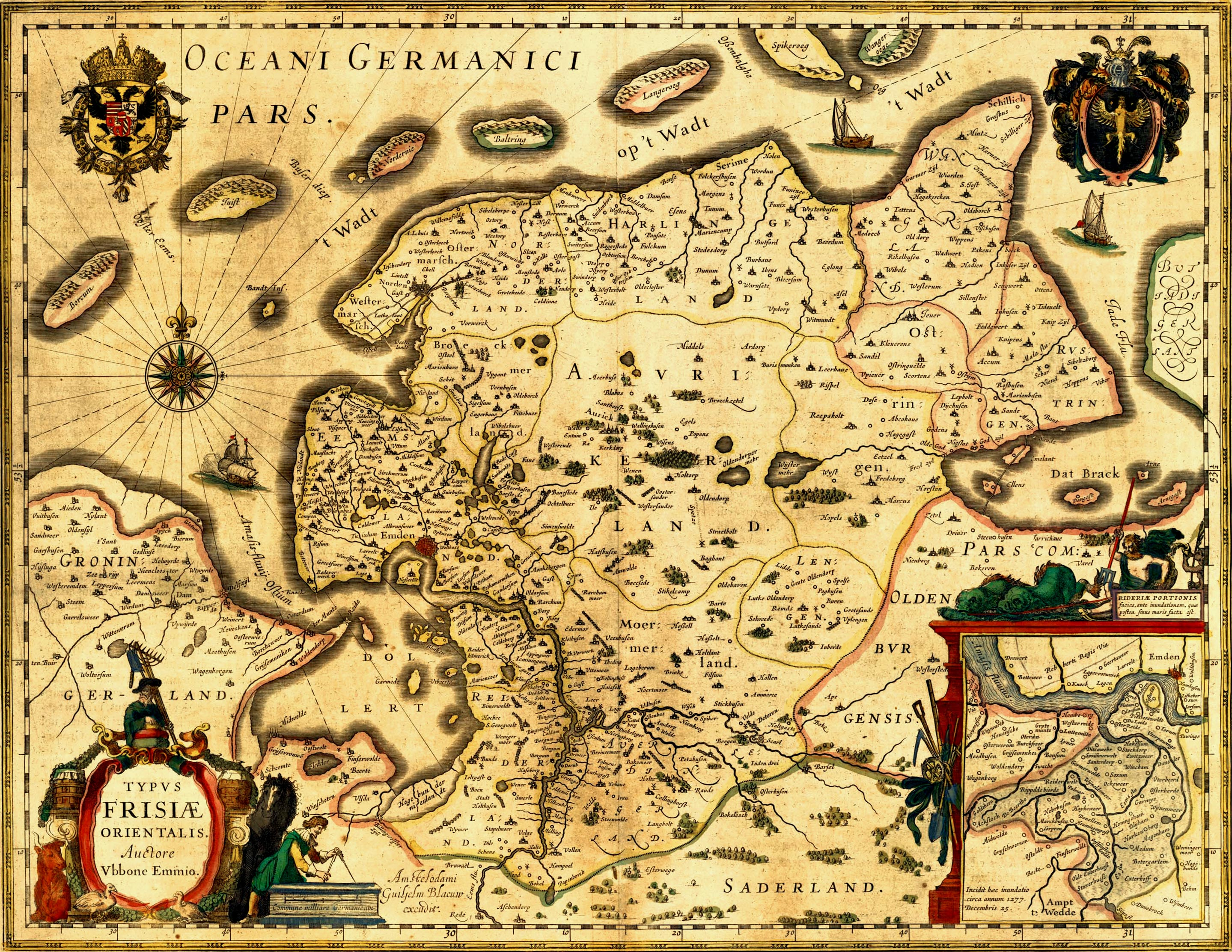
Ostfriesische Halbinsel um 1600
Rüstringen ist hier bereits Teil der Herrschaft Jever

Rüstringen war der größte der drei Gaue. Er umfasste das Gebiet zwischen der Wesermündung und der Maade sowie nördlich der Wapel, der Grenze zum sächsischen Ammergau, und bestand aus den vier Vierteln Blexen, Varel, Langwarden und Aldensum, das später durch Sturmfluten im Jadebusen versank.

## Geschichte
Rüstringen wurde in einer fränkischen Urkunde aus dem Jahre 787 bei der Aufzählung der Gaue genannt, in denen Willehad Mission treiben sollte. Aus dem alten Gau Rüstringen entstand um 1200 die autonome friesische Landesgemeinde Rüstringen, die terra Rustringie. Die Freien Friesen beanspruchten damals, dass kein Herr über ihnen stehe außer dem Kaiser. Nach außen hin wurden die Landesgemeinden durch die Redjeven vertreten. Im Juni 1220 schlossen 16 Rüstringer Vertreter einen Vertrag mit der Stadt Bremen, um die Rechtssicherheit zu erhöhen und den Handelsverkehr zu regeln. Rüstringen gehörte damals zu den friesischen Seelanden, die sich zu einem Landfriedensbund zusammenschlossen. Die Vertreter dieser friesischen Seelande, die Redjeven,  kamen jährlich am Dienstag nach Pfingsten beim Upstalsboom zusammen, um über Recht und Gesetz zu beraten und den durch das Fehdewesen der reicheren Großbauern gefährdeten Landfrieden zu sichern. Aus jener Zeit stammt auch das Asegabuch, eine Sammlung friesischen Rechts. Das Rüstringer Recht bildete eine Besonderheit, da sowohl ältere Küren aus der Asegazeit als auch neuere aus der Zeit der Redjeven darin enthalten sind.
Die genossenschaftliche Organisation in der Landesgemeinde wurde durch die zunehmende Machtsteigerung reicher Familien ausgehöhlt. Fehden zwischen reichen Familienverbänden waren an der Tagesordnung. Der Landfriedensbund des Upstalsboom spielte kaum noch eine Rolle. Daraufhin übernahmen Häuptlinge im 14. Jahrhundert die Macht. Unter den Häuptlingsgestalten ragt Edo Wiemken der Ältere besonders hervor. Sein Nachfolger war sein Enkel Sibet Lubbenson. Er wohnte auf der Sibetsburg (heute auf dem Gebiet der Stadt Wilhelmshaven); dort wurde er als Unterstützer der Vitalienbrüder von Truppen der Hansestadt Hamburg besiegt und getötet. Sein Nachfolger und Schwager Hayo Harlda verlegte den Häuptlingssitz auf die Burg in Jever, das schon außerhalb Rüstringens lag. Wiemkens Nachkommen Edo Wiemken der Jüngere und dessen Tochter Maria von Jever sind als herausragende Figuren in die Geschichte des Jeverlandes eingegangen.

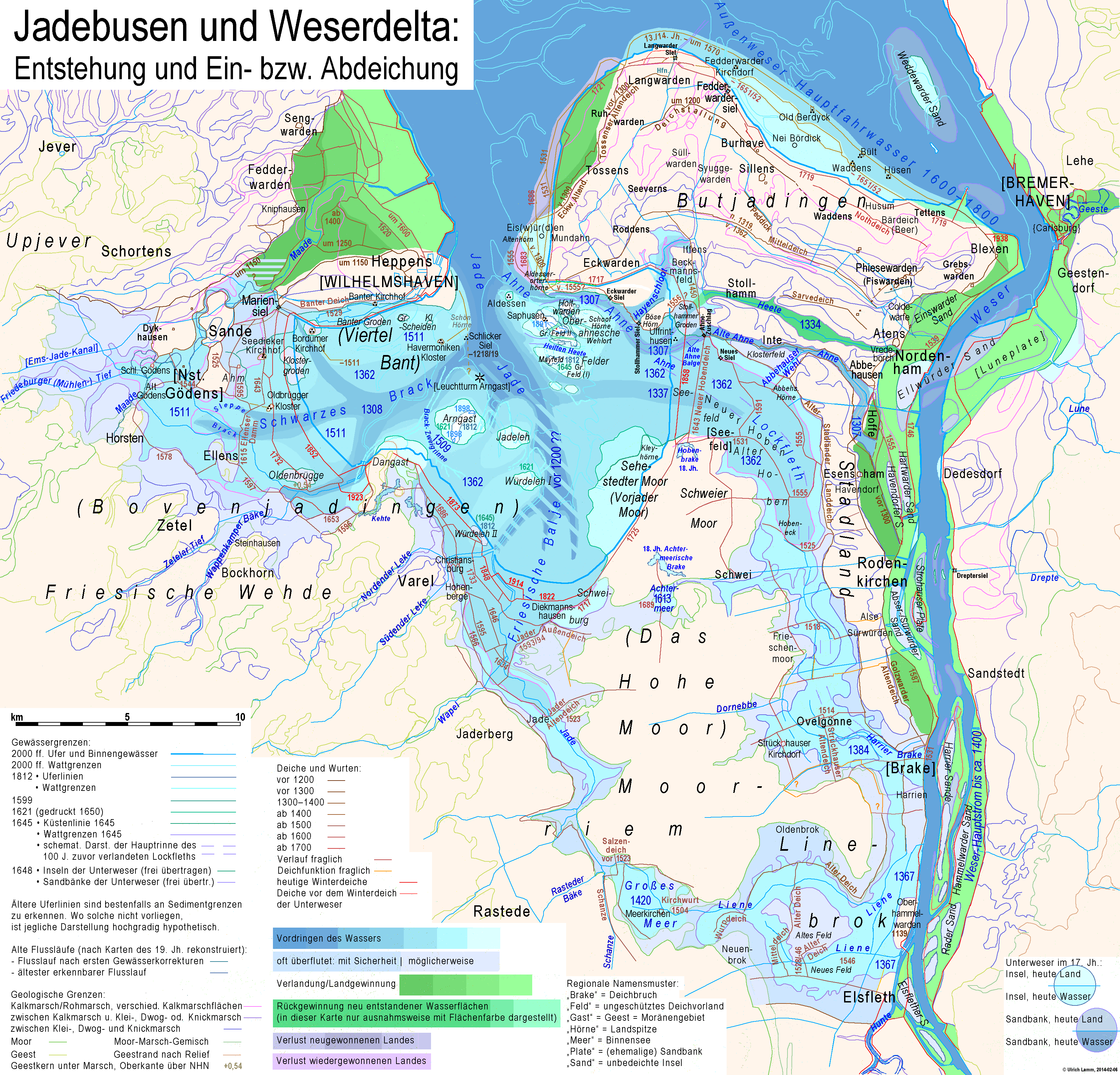
Entwicklung von Jadebusen und Weserdelta; Verlandung seit 1300 entstandener Wasserflächen ab 1500 nur indirekt über die Abdeichung dargestellt.
→ Vergrößerungen: • 33 % (216 dpi), • 50 % (144 dpi)

Die Landesgemeinde Rüstringen wurde durch die Sturmfluten des 12. bis 15. Jahrhunderts, bei denen der Jadebusen entstand, auseinandergerissen. Die Gebiete Boith Jada (östlich der Jade) = Butjadingen und Bova-Jatha (oberhalb = Bovenjadingen = westlich der Jade) hatten keine Landverbindung miteinander. Der westliche Teil, das Viertel Varel, wurde noch einmal durch eine Sturmflut auseinandergerissen. So entstand im nördlichen Teil das Viertel Bant, in dem der Name Rüstringen erhalten blieb. Es bestand aus den Kirchspielen Heppens, Neuende (mit dem Rest des im Jadebusen untergegangenen Kirchspiels Bant) und Sande. Diese gingen im Jeverland auf. Heppens und Neuende sind heute Teile der Stadt Wilhelmshaven. Der südliche Teil des Viertels Varel bestand aus Varel mit der Friesischen Wehde. Alle Teile der früheren und nun auseinandergerissenen friesischen Landesgemeinde kamen früher oder später zum Oldenburger Land, zuerst 1523 Butjadingen, das Stadland und Teile der Friesischen Wehde, zuletzt mit der Herrschaft Jever, die Russland 1818 an Oldenburg abtrat.
In seiner „Beschreibung des Herzogthums Oldenburg“ schreibt Ludwig Kohli:
„Der Pagus Ruistri (Rustrigau, Rustringen, Rüstringen) begriff einen Theil von Ostfriesland […], ganz Jeverland, Stadt- und Butjadingerland und Stedingerland, sammt den vormaligen Marschvogteien (Moorriem, Oldenbrok, Strückhausen und Hamelwarden), die in den letzten Zeiten der Friesischen Republik mit zum Stedingerland gerechnet wurden, so wie auch das Osterstadische jenseits der Weser.“
Die Ausdehnung des Begriffs Rüstringen auf Stedingen, die sich nicht nur bei Kohli finden lässt, ist vermutlich eine Folge des lateinischen Begriffs „Terra Stedingorum Rustringi(a)e“. Je nachdem, ob man Rustringi(a)e („Rüstringens“) auf Terra („Land“) oder Stedingorum („der Stedinger“) bezieht, kann  dieser  einerseits dahingehend interpretiert werden, dass ganz Stedingen rüstringisch gewesen sei (einschließlich des Stadlandes, wohin nach der Schlacht von Altenesch 1234 viele Stedinger flohen), andererseits aber auch dahingehend, dass die Gebiete der rüstringischen Stedinger (das Stadland) von denen der nicht-rüstringischen, ursprünglich sächsischen Stedinger unterschieden werden sollten. Tatsächlich bezieht sich die Formulierung in lateinischen Dokumenten in der Regel auf das Stadland. Wilhelm von Hodenberg beschreibt den Verlauf der Südgrenze Rüstringens folgendermaßen: Sie beginne im Westen beim Bullenmeer, verlaufe in der Mitte der Wapel bis zu deren Mündung in die Jade und nördlich von Strückhausen und Hammelwarden über das Braker Sieltief in die Weser. Josef Wanke hingegen merkt an, dass „die Rüstringer“ erst in den ersten Jahrzehnten des 14. Jahrhunderts das Gebiet um die Huntemündung geräumt und so der Grafschaft Oldenburg einen Zugang zur Weser verschafft hätten.
Christian Friedrich Strackerjan stellt 1837 fest: „Das alte Comitat Rustringen […] läßt sich nach seinen Grenzen schwerlich nachweisen“, da mit der (Nicht-)Zuordnung von Gebieten zu Rüstringen politische Interessen verbunden gewesen seien. Sicher sei nur, dass die Weser stets die Ostgrenze Rüstringens gebildet habe.

## Fortleben des Namens

Wappen der Stadt Rüstringen

Der Name Rüstringen hatte und hat in der Region auch nach Ende des Gaues noch Bestand. Zunächst gab am westlichen Ufer des Jadebusens eine Vogtei und ab 1902 ein Amt Rüstringen, aus den Landgemeinden Bant, Heppens und Neuende gebildet. Heppens wurde 1907 Stadt, 1911 wurden die Landgemeinden Bant und Neuende mit Heppens zur Stadt Rüstringen vereinigt. Durch die Vereinigung mit Wilhelmshaven 1937 verschwand zwar der Name Rüstringen als Stadtname, aber die evangelischen Kirchengemeinden behielten den Namen bei. Das ehemalige Rathaus hieß lange noch Rüstringer Rathaus. Die Stadt Wilhelmshaven nahm die Figur des Rüstringer Friesen ebenso in ihr Wappen auf wie der Landkreis Wesermarsch. Der Heimatverein der Wesermarsch nennt sich Rüstringer Heimatbund und ist im internationalen Friesenrat vertreten.